# Shō Asuke
Shō Asuke (japanisch 足助 翔 Asuke Shō; * 28. Oktober 1985 in der Präfektur Tokio) ist ein japanischer Fußballspieler.

## Karriere
Asuke erlernte das Fußballspielen in der Universitätsmannschaft der Kokushikan-Universität. Seinen ersten Vertrag unterschrieb er 2008 bei Tokyo Verdy. Der Verein spielte in der höchsten Liga des Landes, der J1 League. 2009 wechselte er zum Zweitligisten Kataller Toyama. Für den Verein absolvierte er 100 Ligaspiele. Ende 2013 beendete er seine Karriere als Fußballspieler.